# Ligne de Toulouse à Revel
La ligne de Toulouse à Revel est une ancienne ligne du réseau de la compagnie des chemins de fer du Sud-Ouest.

## Caractéristiques

### Tracé
La ligne était longue de 53 km et partait de la gare de Toulouse-Saint-Sauveur, située dans le quartier du Pont-des-Demoiselles, près du port Saint-Sauveur (emplacement de l'actuel site des Archives départementales, no 11 boulevard Griffoul-Dorval).
La ligne desservait les communes de Toulouse, Quint-Fonsegrives, Drémil-Lafage, Saint-Pierre-de-Lages, Lanta, Aurin, Caraman, Mascarville, Vendine, Loubens-Lauragais, Auriac-sur-Vendinelle, Le Cabanial, Saint-Julia, Montégut-Lauragais et Revel.